# Provincia de Barbacoas (Cauca)
La provincia de Barbacoas fue una de las provincias del Estado Soberano del Cauca y del Departamento del Cauca (Colombia). Fue creada por medio de la ley del 15 de junio de 1857 y ratificada por medio de la ley 81 del 11 de octubre de 1859, a partir del territorio de la provincia neogranadina de Barbacoas. Tuvo por cabecera a la ciudad de Barbacoas. La provincia comprendía el territorio de la actual región nariñense de Tumaco-Barbacoas.

## Geografía

### Límites
La provincia de Barbacoas en 1859 limitaba al sur con la República del Ecuador, desde el golfo de Ancón de Sardinas, justo al sur de cabo Manglares, hasta el tramo de la cordillera Occidental que separa las aguas de los ríos Mira y Santiago hasta donde la rompe el Mira; de este punto continuaban los límites hasta los páramos de Cumbal y Chiles, donde nace el río Carchi; desde aquí por la cima de la cordillera Occidental hasta donde se desprende el ramal que divide las aguas de los ríos Iscuandé y Guapi, hasta su terminación en el delta de dichos ríos en el Pacífico.

### División territorial
En 1876 la provincia comprendía los distritos de Barbacoas (capital), Bocagrande, Iscuandé, Magüí, Mosquera, San José, San Pablo, Salahonda y Tumaco.
En 1905 la provincia comprendía los distritos de Barbacoas (capital), Magüí, Ricaurte, San José y San Pablo.